# Pac-Man 256
Pac-Man 256 je počítačová hra z roku 2015 navazující na hru Pac-Man. Název odkazuje na level 256 původní hry, kde docházelo k závadě. Původní hra totiž používala 1 byte (nebo 8 bitů) k uložení čísla úrovně, což zavinilo, že level 256 byl nepřekonatelný (došlo ke grafické závadě a celá hra se restartovala). Hra Pac-Man 256 vznikla k 35. výročí vzniku původní hry. Hra byla vyvinuta společnostmi Bandai Namco Studios a Hister Whale (tato společnost je známá svou nekonečnou hrou Crossy Road). Celá hra vznikla původně pro telefony.

## Princip hry
Hráč prochází nekonečným bludištěm ovládající postavičku Pac-Mana a sbírá tečky a vylepšení. Hra končí, pokud se hráč dotkne jakéhokoliv ducha nebo pokud nestihne utéct před prázdnem, které postupuje odspodu obrazovky a znázorňuje právě chybu v levelu 256. Různě barvení duchové mají ve hře různé chování. Nasbíráním 256 teček v řadě získává odměnu v podobě výbuchu, který zničí všechny viditelné duchy na ploše.

## Grafika
Hra používá na rozdíl od původní hry 3D grafický engine. Hra je ale stále dělaná, jako by byla z pixelů, což jde ale změnit na jiný motiv.

## Zvuk
Vývojáři použili původní arkádové zvuky ze hry Pac-Man, které před spuštěním hry vylepšili.